# Martin von Dittelberger
Martin Dittelberger, seit 1914 Ritter von Dittelberger (* 13. Dezember 1871 in Waldfenster; † 17. Dezember 1945 in München) war ein deutscher Generalmajor und Ritter des Militär-Max-Joseph-Ordens.

## Leben
Dittelberger trat am 9. August 1890 als Freiwilliger und Offiziersanwärter in das 18. Infanterie-Regiment „Prinz Ludwig Ferdinand“ der Bayerischen Armee ein, wurde dort am 1. Januar 1891 zum Unteroffizier befördert und nach gleichzeitiger Ernennung zum Portepee-Fähnrich am 1. März 1891 an die Kriegsschule München kommandiert. Nach seiner Rückkehr wurde er am 5. März 1892 Sekondeleutnant. Vom 5. Juni bis 3. August 1895 Kommandierung man Dittelberger zum Reitkurs bei der Chevaulegers-Eskadron in Zweibrücken sowie vom 1. bis 28. Juni 1897 zu einem Pionierkurs. Am 19. September 1900 erfolgte seine Beförderung zum Oberleutnant. In den kommenden Jahren folgten wechselweise Kommandierungen zur Militär-Schießschule, bevor er am 1. Oktober 1902 als Assistent hierher versetzt wurde. Gleichzeitig mit der Beförderung zum Hauptmann am 23. Juni 1910 erfolgte die Verwendung als Kompaniechef im 2. Infanterie-Regiment „Kronprinz“. Am 9. März 1910 kam es zu einer abermaligen Kommandierung an die Militär-Schießschule. Vom 16. bis 19. Juni erfolgte seine Kommandierung an die preußische Militär-Schießschule sowie im Anschluss bis 25. Juni 1913 zur preußischen Gewehr-Prüfungskommission.
Mit Ausbruch des Ersten Weltkriegs erhielt Dittelberger als Chef eine Kompanie im Reserve-Infanterie-Regiment 2 und kam mit dieser an der Westfront zum Einsatz. In der Funktion wurde er am 10. September 1914 Major. Am 18. Februar 1915 übernahm Dittelberger das I. Bataillon und wurde schließlich am 21. Mai 1917 Regimentskommandeur.
Hier verblieb er über das Kriegsende hinaus bis zur Demobilisierung. Dittelberger schloss sich daraufhin kurzzeitig dem Freikorps Epp an, bevor man ihn am 9. Mai 1919 zur Militärschießschule versetzte. Er kam dann am 29. September 1919 zum Stab des Reichswehr-Schützen-Regiments 42 und wurde am 13. Dezember 1919 zum Kommandeur der bayerischen Militär-Schießschule ernannt. Von dort versetzte man Dittelberger am 9. Januar 1920 in das Reichswehrministerium, wo er als Abteilungsleiter bei der Inspektion für Waffen und Gerät eingesetzt wurde. In dieser Funktion erfolgte am 18. Mai 1920 die Beförderung zum Oberstleutnant sowie am 1. Juli 1921 zum Oberst. Dittelberger wurde am 1. November 1923 zum Kommandeur des 19. (Bayerisches) Infanterie-Regiments in München ernannt. Unter gleichzeitiger Beförderung zum Generalmajor erfolgte am 31. Januar 1925 die Verabschiedung aus dem aktiven Dienst und seine Versetzung in den Ruhestand.